# Maladrerie de Canteleu
La maladrerie de Canteleu est un ancien établissement hospitalier situé au 253 avenue de Dunkerque à Lille, dans l'ancienne commune de Lomme. Sa chapelle, qui seule subsiste, a été inscrite à l'inventaire des monuments historiques le 2 février 1982.
Ce site est desservi par la station de métro Canteleu - Euratechnologies.

## Historique
La maladrerie de Canteleu est créée par une donation de Philippe le Bon, Duc de Bourgogne, Comte de Flandre, en 1461. Financée par des aumônes, sa construction commence en 1466, afin d'accueillir trois ou quatre lépreux non bourgeois. Située au lieu-dit Pont de Canteleu, c'est la deuxième maladrerie de Lille, destinée aux ladres des faubourgs, la première fondée en 1233 par la Comtesse Jeanne étant réservée aux bourgeois. Elle est administrée par la Chambre des comptes de Lille et chaque lépreux y reçoit une rente pour sa subsistance. 
Au XVIIe siècle, la lèpre ayant pratiquement disparu, la maladrerie accueille des pestiférés en complément de la Maison de santé du riez de Canteleu créé en 1624 à proximité du village d'Esquermes.
La maladrerie est donnée aux Béguines de Sainte-Elisabeth de Lille en 1662. Quelques années plus tard, en 1669, l'hôpital Saint-Sauveur est autorisé à construire une grange sur le terrain de l'ancien cimetière et, en 1693, reçoit les biens de la maladrerie retirés aux Béguines.
En 1857, Eugène Verstraete rachète les terres de la maladrerie pour y édifier une usine de lin.

## Description
Construite en briques, la maladrerie comprenait initialement une chapelle entourée de quatre maisons et un cimetière qui jouxtait les habitations. Il ne reste plus aujourd'hui que la chapelle. Couverte d'un toit très incliné, elle est percée de fenêtres en ogive.